# Erica rhopalantha
Erica rhopalantha är en ljungväxtart som beskrevs av Dulfer. Erica rhopalantha ingår i släktet klockljungssläktet, och familjen ljungväxter. Utöver nominatformen finns också underarten E. r. delapsa.